# Bdelyrus peruviensis
Bdelyrus peruviensis (лат.) — вид пластинчатоусых жуков рода Bdelyrus из подсемейства скарабеины (Scarabaeinae). Неотропика: Перу.
Вид назван по месту обнаружения типовой серии.

## Описание
Длина тела до 7,64 мм, ширина до 4,15 мм. Клипеус выступает вперёд. Межглазничное расстояние равно 5,9 — 6,0 диаметрам глаз; клипеус, лоб и щёки грубо пунктированные. Основная окраска тела коричневато-чёрная, блестящая. Навозный жук, населяет вечнозелёные тропические леса Амазонии. Встречается в марте. Усики с 3-члениковой булавой. Задние голени с одной вершинной шпорой. Вид был впервые описан в 1998 году канадским энтомологом Джойсом Куком (Joyce Cook, North Augusta, Онтарио, Канада) по материалам, собранным в Перу.